# Waschberg (Niederösterreich)
Der Waschberg ist ein 388 m ü. A. hoher Berg in den Gemeinden Leitzersdorf und Niederhollabrunn im Bezirk Korneuburg in Niederösterreich. Nach ihm wurde die geologische Einheit der Waschbergzone benannt.

## Geologie
Beim Waschberg beginnt die Waschbergzone, ein geologischer Streifen, der sich weiter über den Michelberg (409 m ü. A.), die Leiser Berge (491 m ü. A.), die Staatzer Klippe (332 m ü. A.) und die Falkensteiner Klippen (415 m ü. A.) bis zu den Pollauer Bergen (554 m n.m.) in Südmähren erstreckt. Die Zone entstand, als zwei geologische Einheiten – die Molassezone und das Wiener Becken – im Zuge der Alpidischen Gebirgsbildung im unteren Miozän vor rund 17 Millionen Jahren aufeinander geschoben wurden. Dabei wurden autochthone Gesteine aus dem Untergrund abgeschürft, an die Oberfläche befördert und „schwimmen“ nun sozusagen in der umgebenden mergeligen Klippenhülle, ohne eine Verbindung zum kristallinen Untergrund zu besitzen (Durchspießungsklippen). Da die Kalkgesteine härter als die Hülle sind, wurden sie durch Verwitterung freigelegt und bilden markante Landschaftselemente.
Der Gipfelbereich des Waschbergs ist von einer Platte aus eozänem Kalkstein bedeckt. Diese ist der Waschberg-Formation zuzurechnen, welche aus dem Ypresium bis Lutetium stammt. Die Waschbergkalke sind reich an Nummuliten und anderen Fossilien einer früheren Seichtwasserfauna. Auch der Gipfelbereich des nahegelegenen Michelbergs weist eine Deckplatte aus der Waschberg-Formation auf. Der Hang und Fuß des Waschbergs bestehen aus schieferigen Tonmergeln aus dem Eggenburgium bis Ottnangium. Im südlichen und östlichen Bereich verläuft ein Streifen, welcher eingestreute Blöcke aus Sandstein, Mergelstein, Granit und Gneis enthält.
Ein solcher Scherling, ein aus dem Untergrund hochgeschürfter Granitblock, ist der Teufelsstein am Südhang des Waschbergs. Über ihn existiert die Sage, wonach der Teufel die am Michelberg bestehende und gut frequentierte Wallfahrtskirche mit Hilfe eines großen Felsblocks zerschmettern wollte. Als er unter unsäglichen Mühen den Felsen endlich in die Luft geschafft hatte, wurde er vom Erzengel Michael gestellt und nach einem kurzen Kampf besiegt. Dabei musste der Teufel den Block fallen lassen und dieser schlug am Waschberg ein, wo er noch heute liegt. Die dem Blut des Teufels zugeschriebene rötliche Färbung des Granits ist tatsächlich auf Eisenverbindungen zurückzuführen.

## Natur
Der Gipfelbereich des Waschbergs ist von einem pannonischen Trespen-Fiederzwenken-Halbtrockenrasen bedeckt, der als national bedeutend eingestuft wird, da es sich um einen der letzten und wenigen großen Halbtrockenrasen im Weinviertel handelt. Zu den typischen Arten die hier auftreten gehören Echt-Odermennig (Agrimonia eupatoria), Echt-Betonie (Betonica officinalis), Skabiosen-Flockenblume (Centaurea scabiosa), Elsass-Haarstrang (Peucedanum alsaticum), Schwarz-Küchenschelle (Pulsatilla pratensis subsp. nigricans), Steppen-Sesel (Seseli annuum), Klein-Wiesenraute (Thalictrum minus) und Berg-Klee (Trifolium montanum). Auf Erdanrissen bestehen kleine, lückige Furchenschwingel-Trockenrasen. Über die Steppe verteilt wachsen Weißdorn-Sträucher, teilweise bilden sie dichtere Gebüsche. Eine Gefährdung stellt die zunehmende Verbuschung dar, manche Stellen wurden in der Vergangenheit sogar aufgeforstet.
Am Waschberg befindet sich eine Kolonie des in Österreich stark gefährdeten Ziesels als Vertreter der Steppenfauna.
Der Waschberg ist Teil des Natura 2000-Schutzgebietes (FFH) „Weinviertler Klippenzone“.

## Geschichte
Vom 13. bis zum 21. Oktober 1923 fand am Waschberg die 1. Österreichische Segelflugwoche statt, woran ein Gedenkstein erinnert.

## Bilder

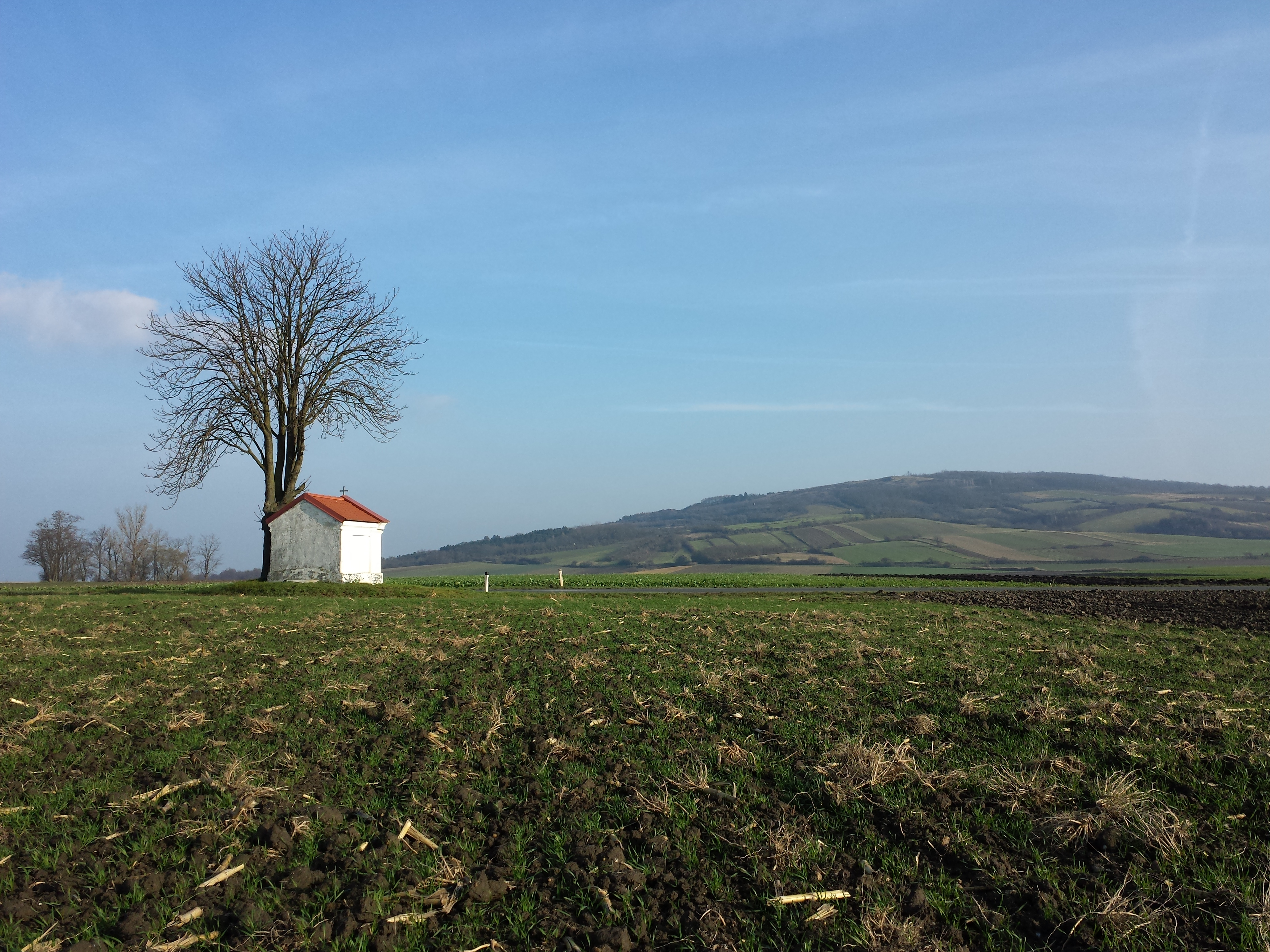
Blick auf den Waschberg von Südwesten.
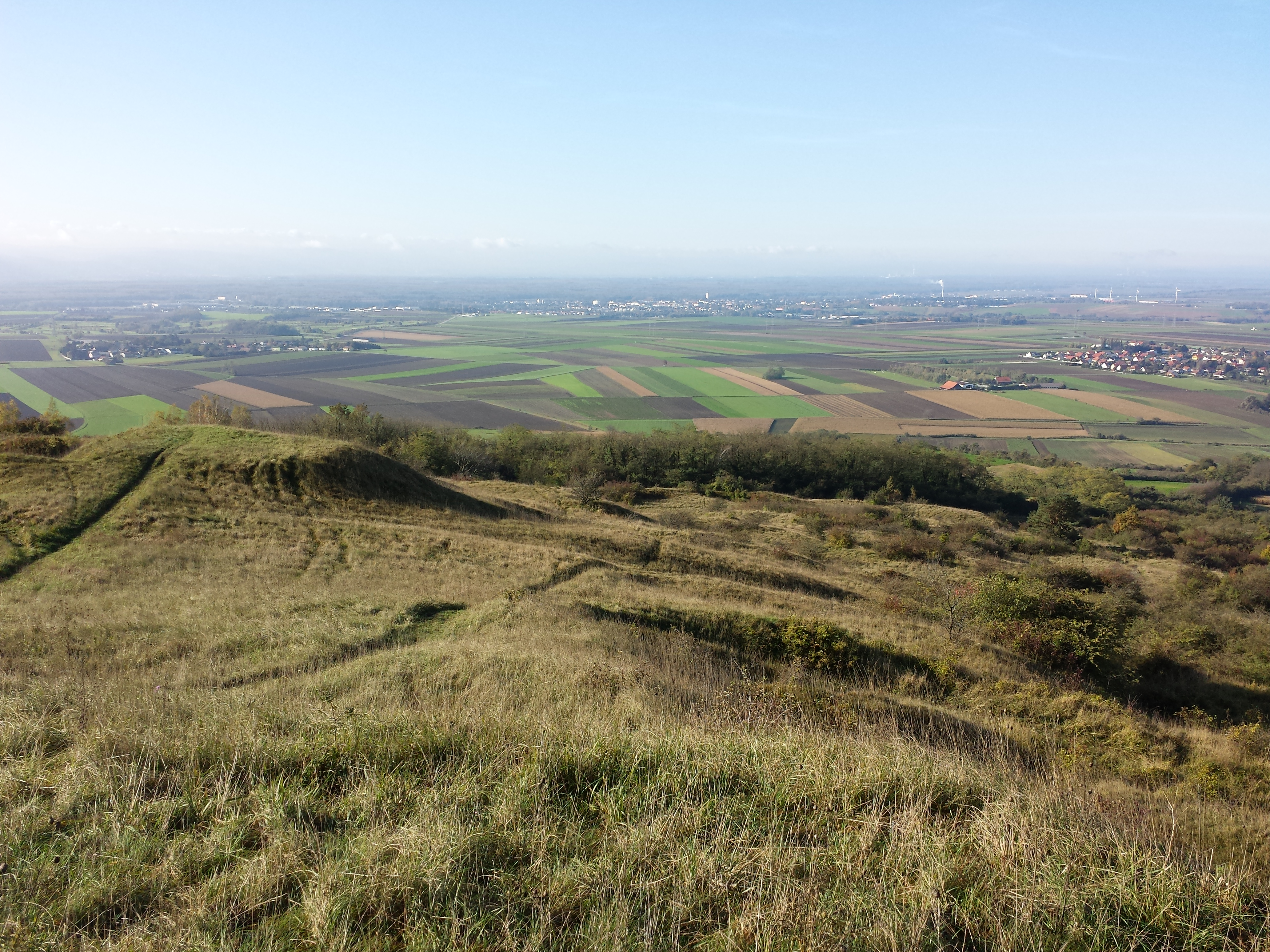
Blick vom Waschberg Richtung Stockerau.
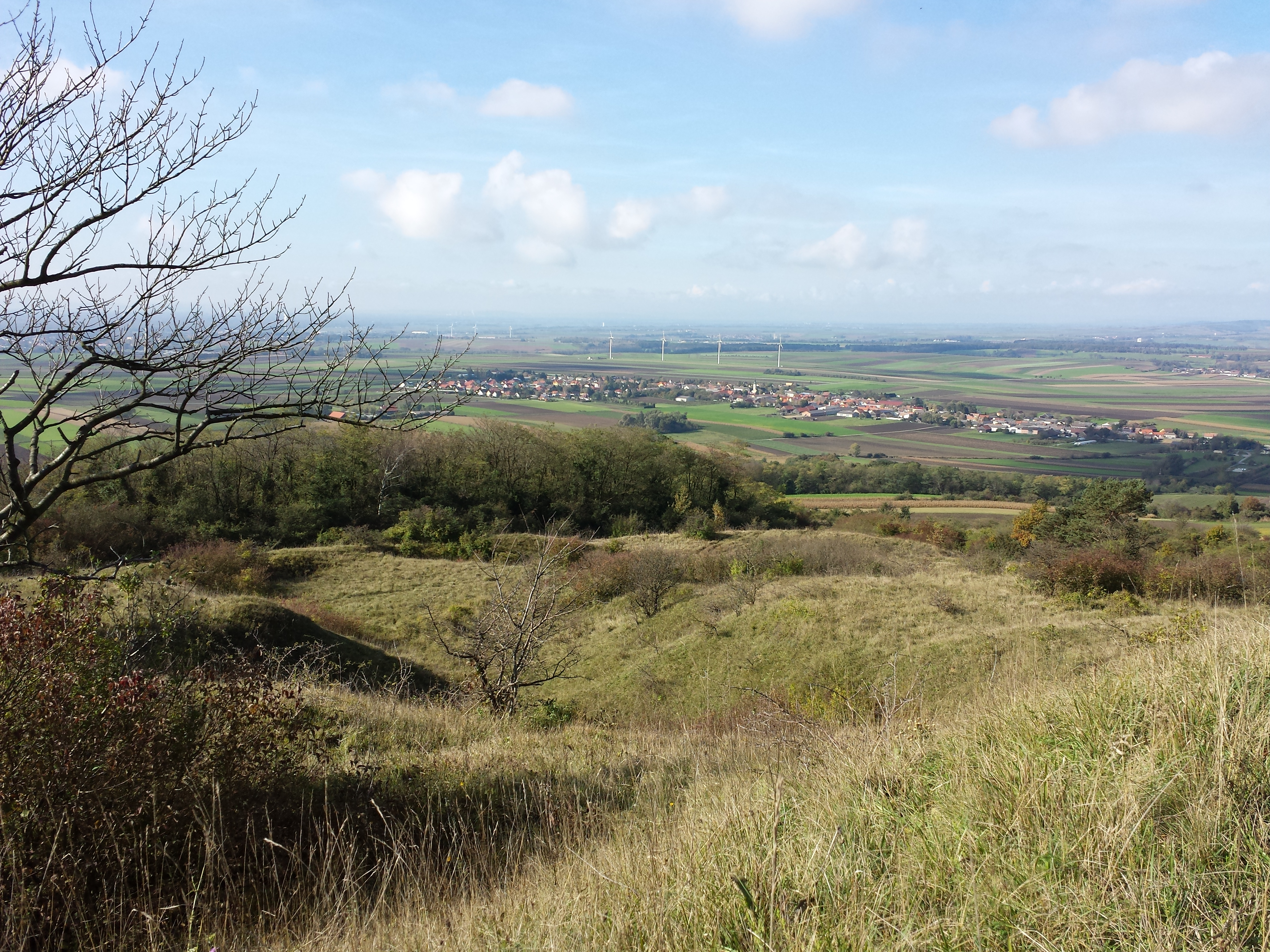
Blick nach Leitzersdorf im Westen.
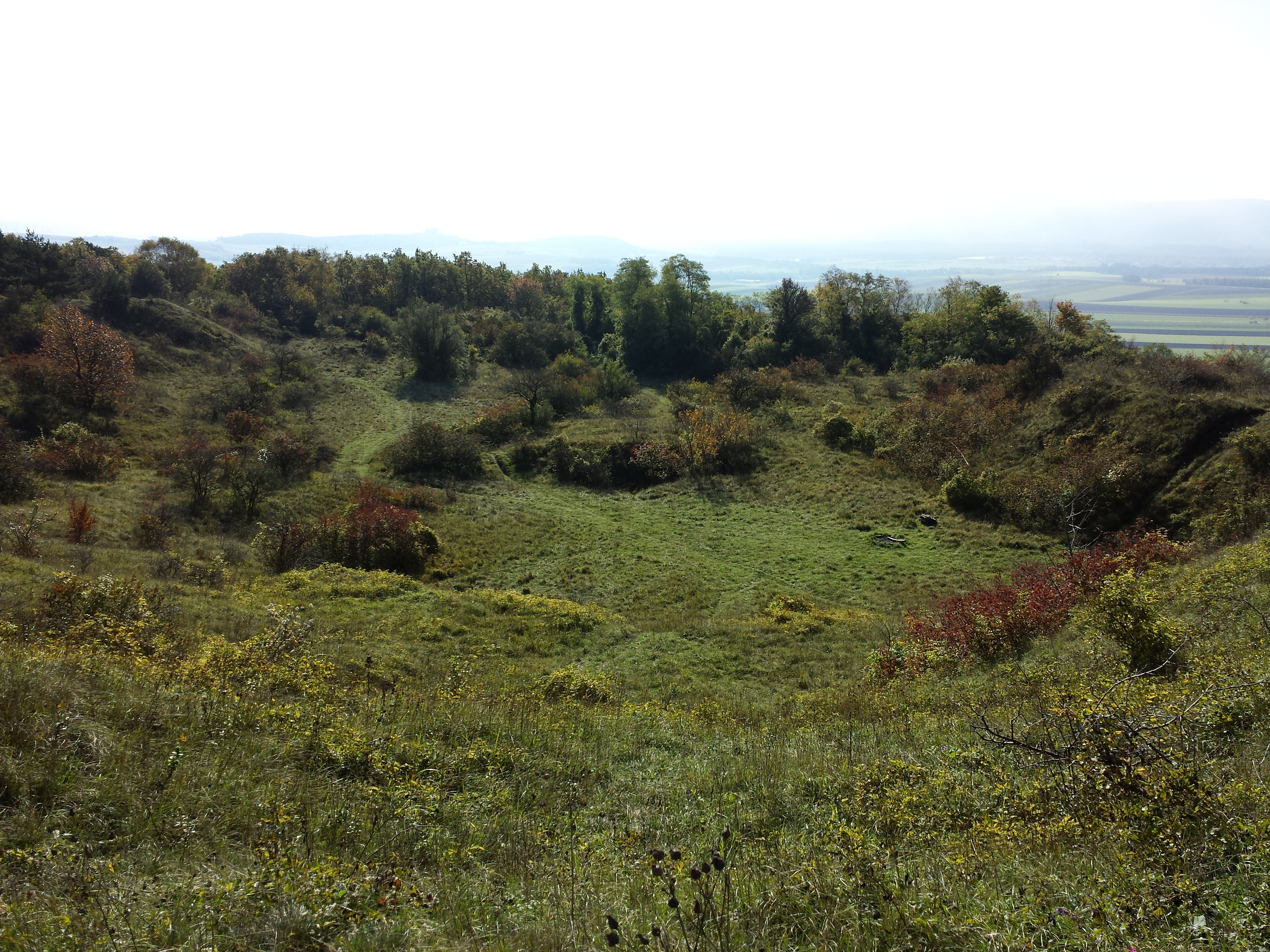
Blick nach Südosten, im Vordergrund ein ehemaliger Steinbruch.
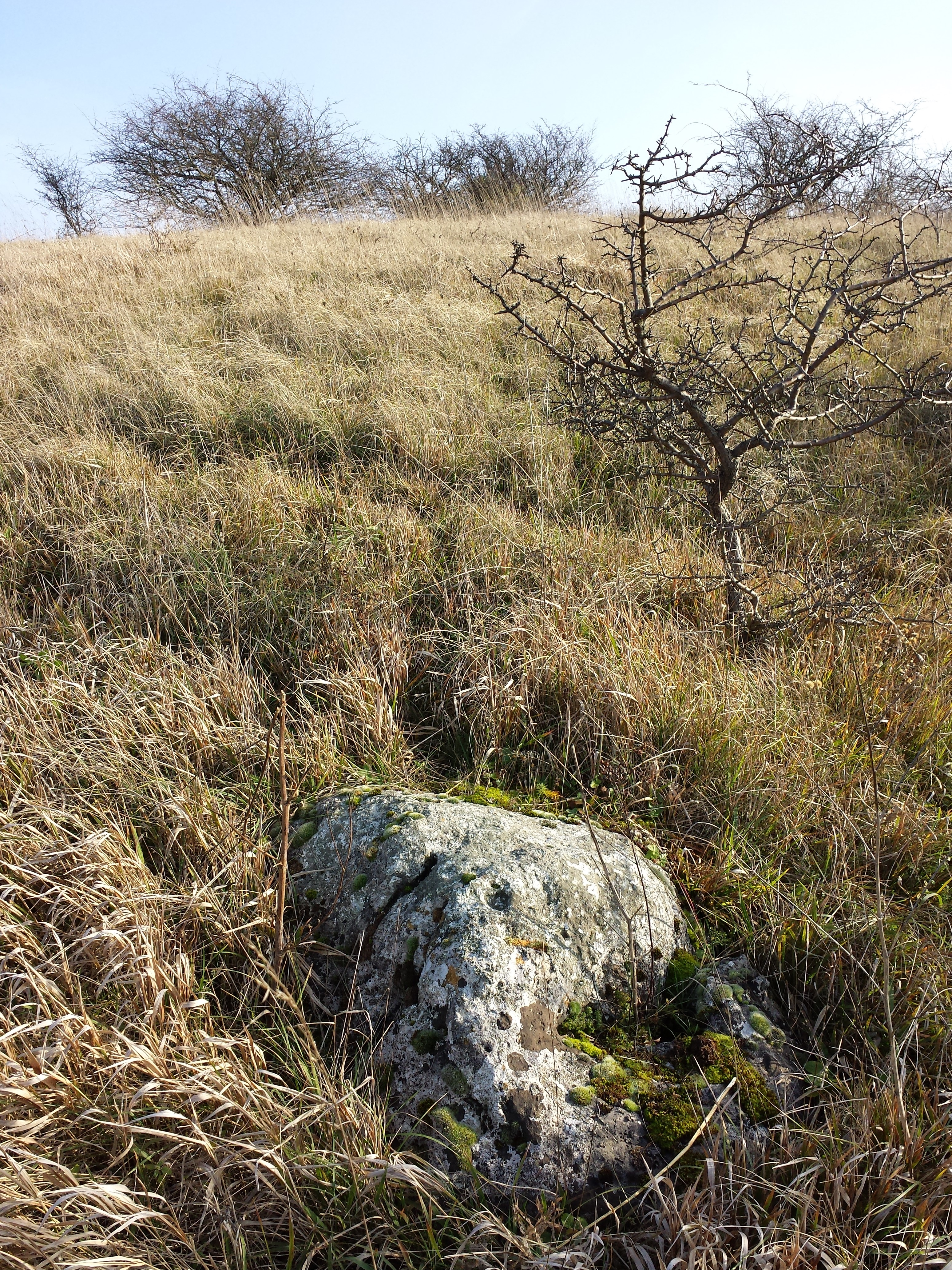
Felsen aus Waschbergkalk am Gipfelplateau.
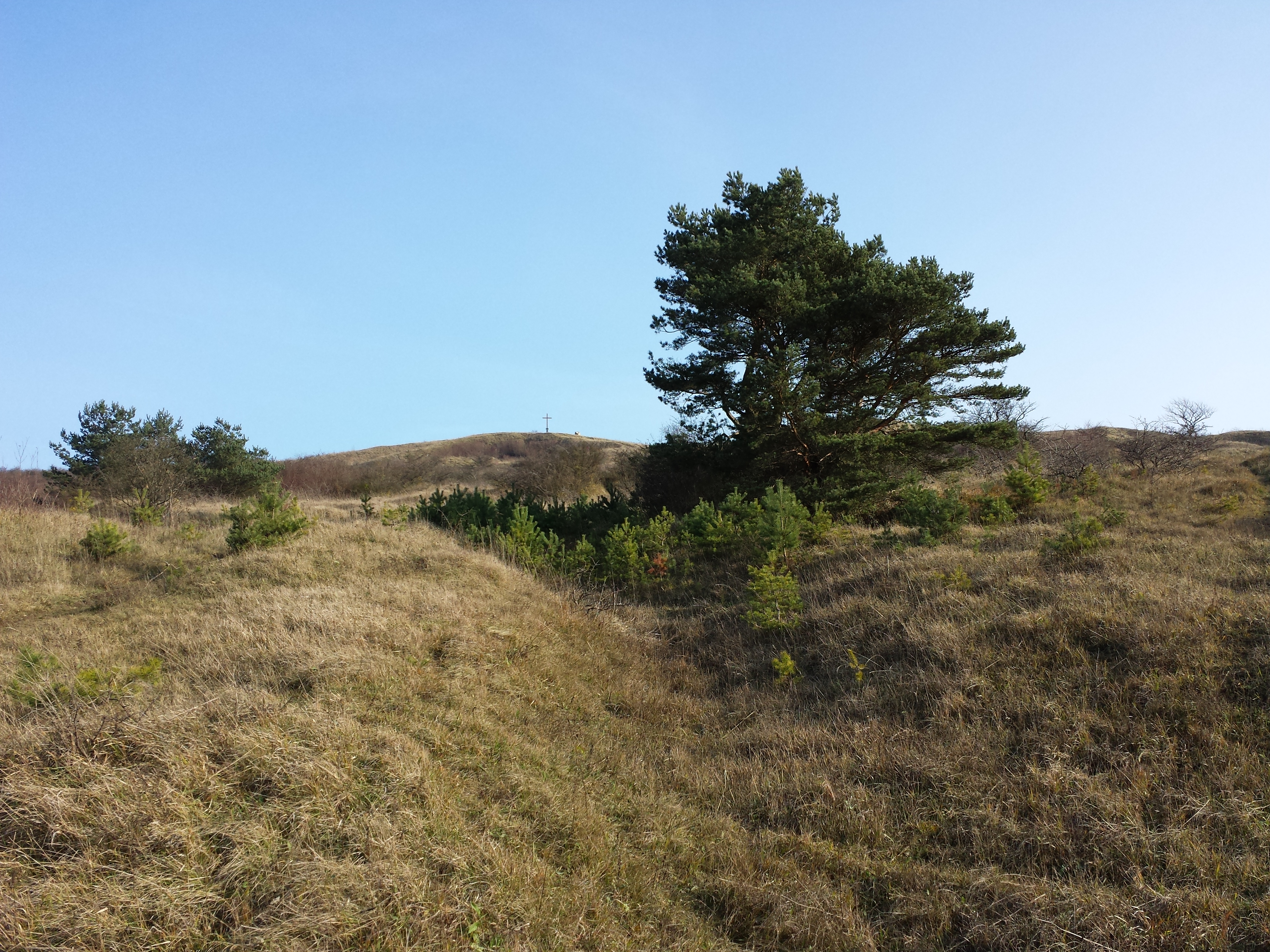
Gefährdung des Halbtrockenrasens durch sich ausbreitende, standortfremde Rot-Föhren (Pinus sylvestris).
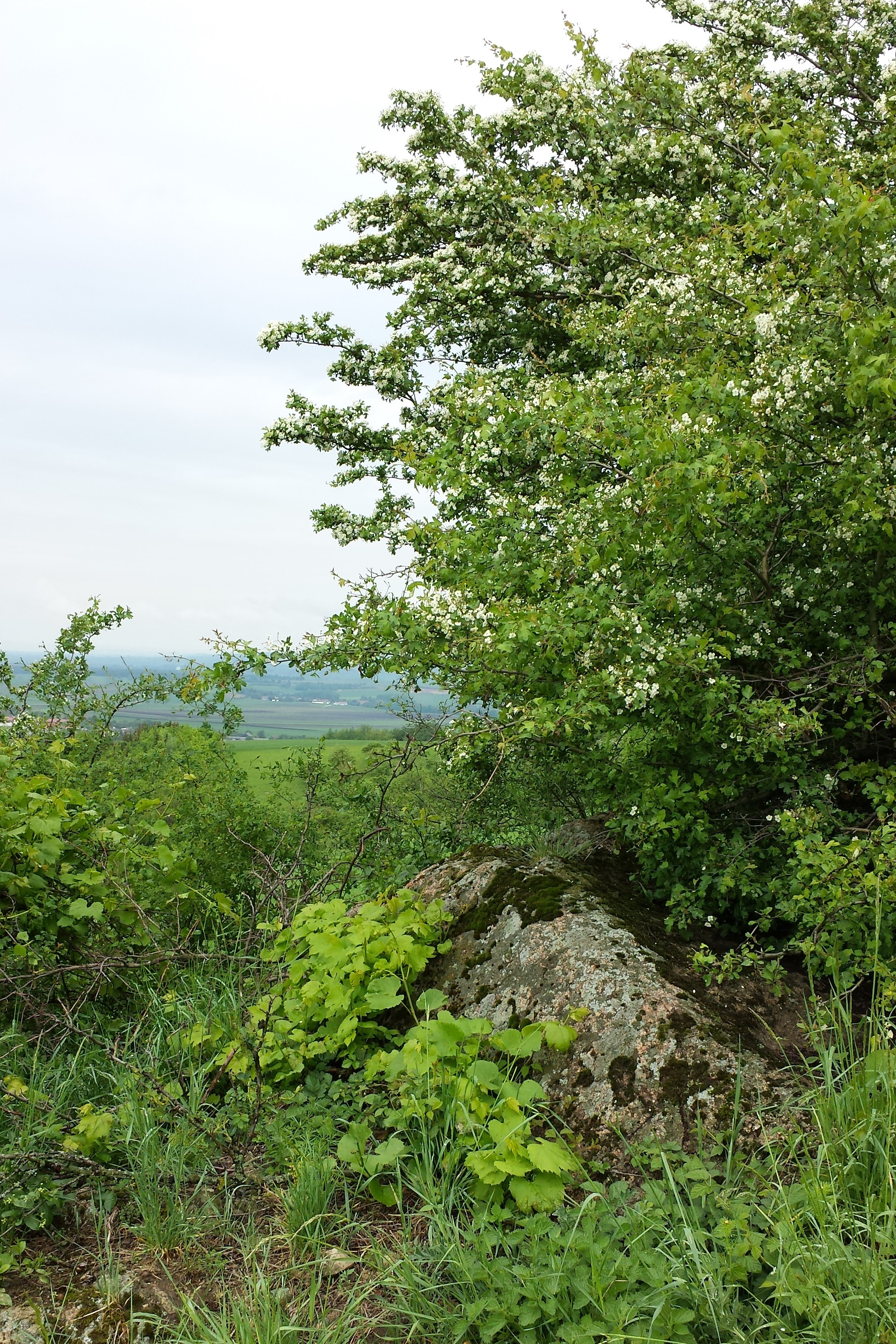
Der Teufelsstein am Südhang des Waschbergs ist ein Scherling aus rötlichem Granit.
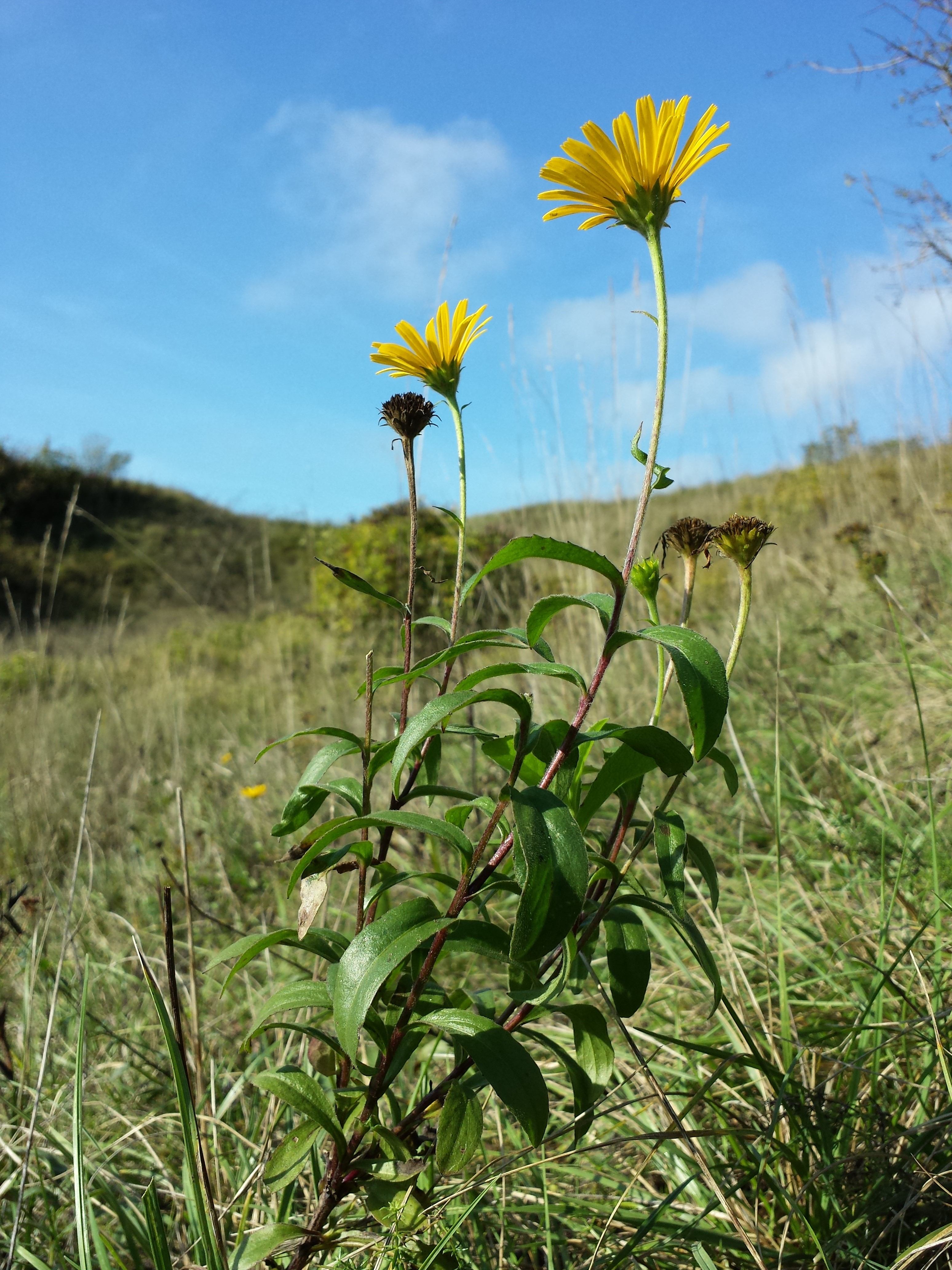
Das Rindsauge (Buphthalmum salicifolium) ist ein kalksteter Bewohner von Magerrasen.
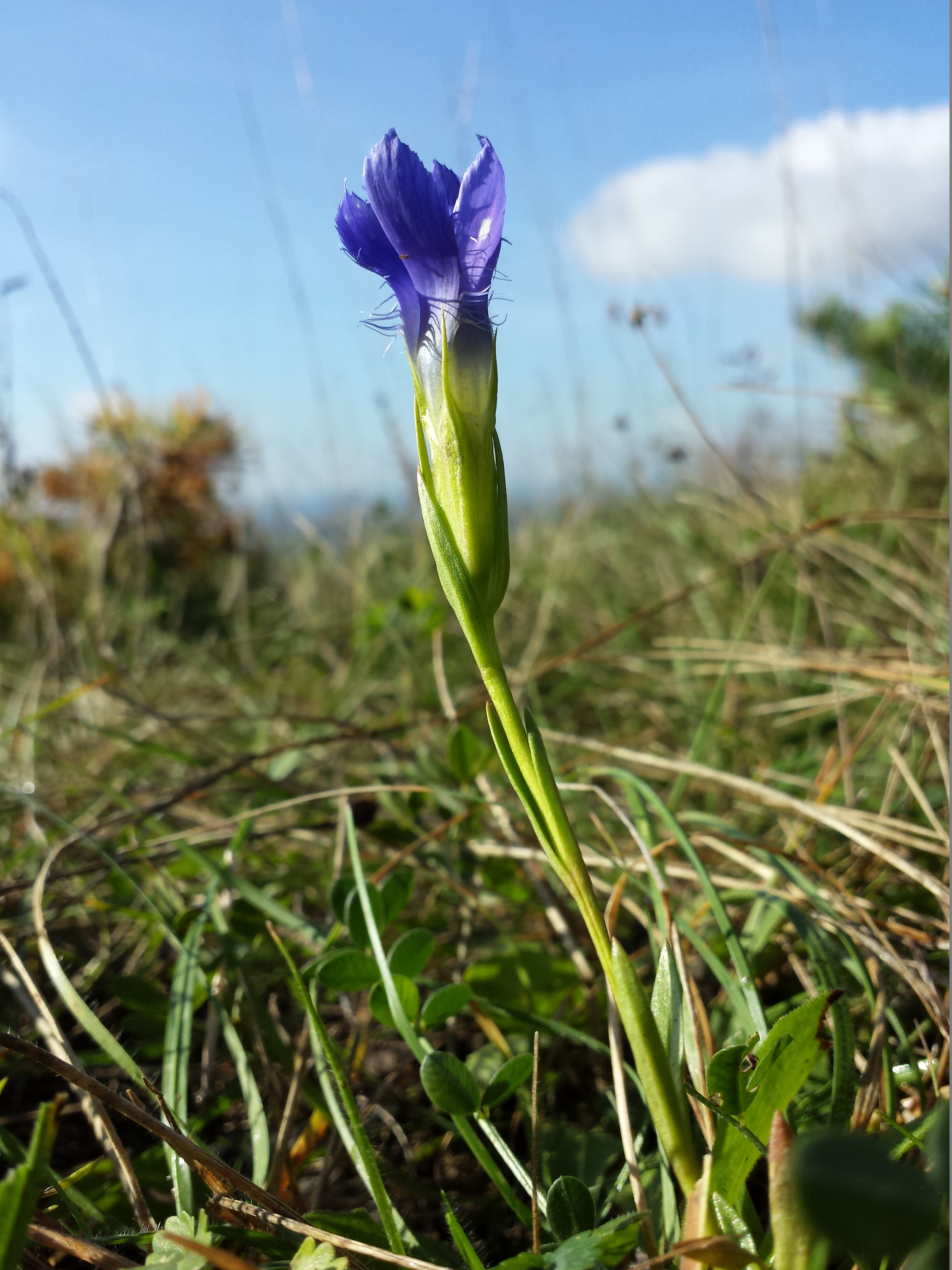
Auch der Gewöhnlich-Fransenenzian (Gentianopsis ciliata) ist nur auf Kalkböden zu finden.
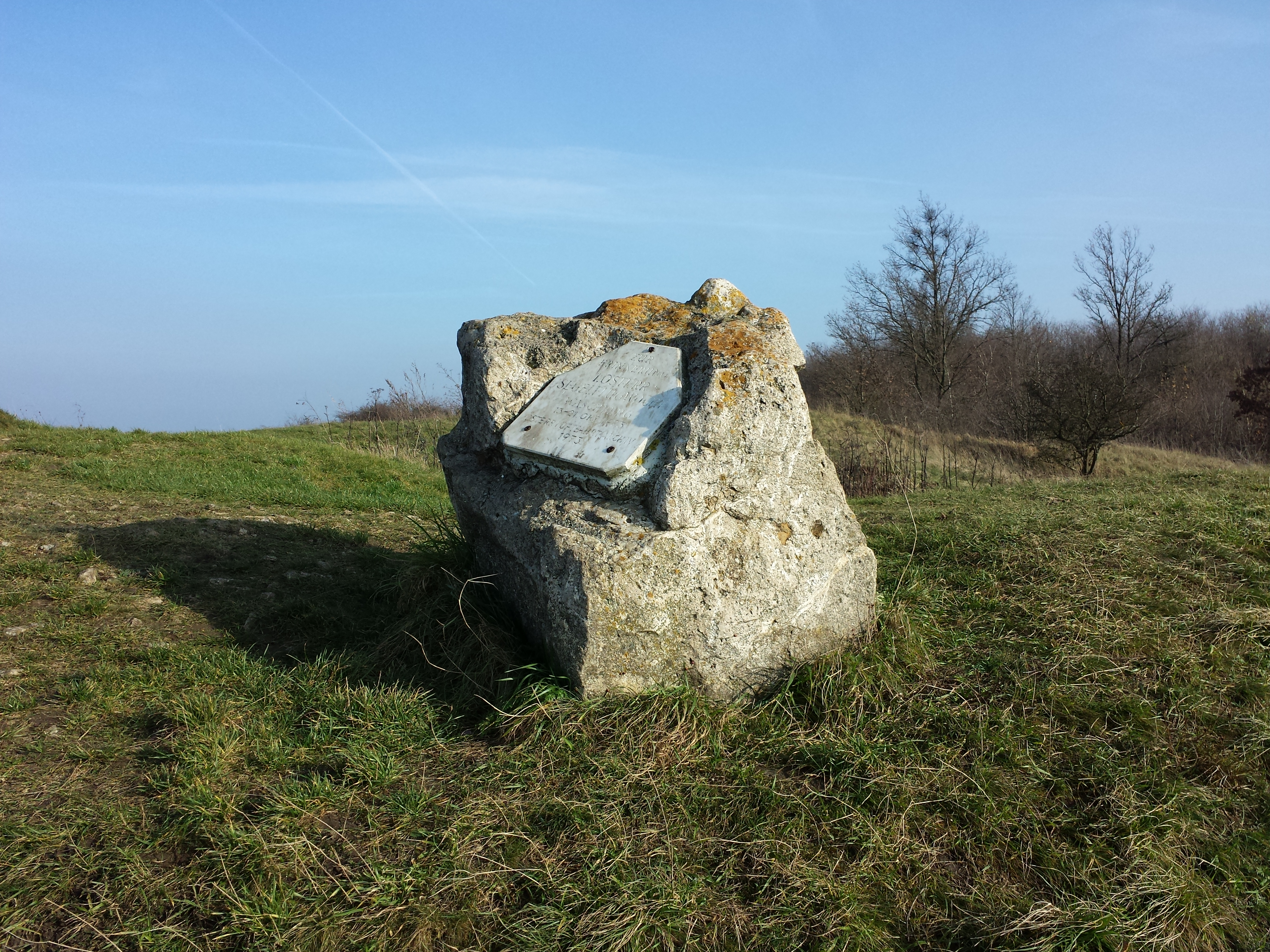
Gedenkstein, der an die 1. österreichische Segelflugwoche erinnert.
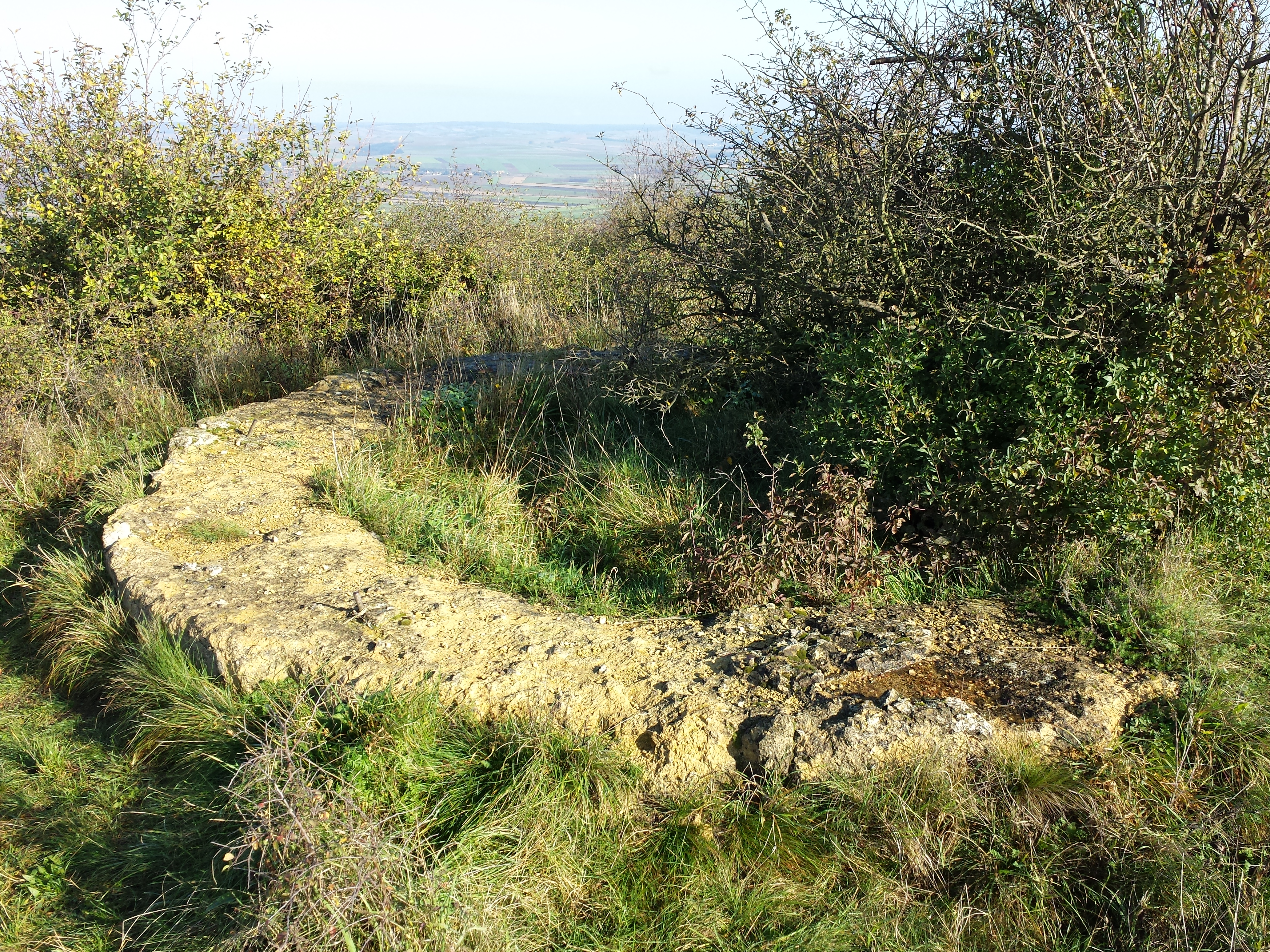
Fundamentreste einer Funkmessanlage, die während des Zweiten Weltkriegs am Waschberg errichtet wurde.